# Bessenay
Bessenay är en kommun i departementet Rhône i regionen Auvergne-Rhône-Alpes i östra Frankrike. Kommunen ligger i kantonen L'Arbresle som tillhör arrondissementet Lyon. År 2022 hade Bessenay 2 351 invånare.

## Befolkningsutveckling
Antalet invånare i kommunen Bessenay
| Referens: INSEE |